# Mattia Cassani
Pour les articles homonymes, voir Cassani.
Mattia Cassani, né le 26 août 1983 à Borgomanero dans la province de Novare en Italie, est un footballeur international italien. Évoluant au poste de défenseur latéral droit. Il fait la totalité de sa carrière en Italie.

## Biographie

### En club
Né à Borgomanero en Italie, Mattia Cassani est formé par la Juventus de Turin.
En juillet 2012 il quitte l'US Palerme.
Le 8 août 2013 il s'engage en faveur du Parme FC.
En juillet 2015 il retourne à la Sampdoria.